# Jindabyne (film)
Jindabyne is een Australische dramafilm van regisseur Ray Lawrence die in première ging op het Filmfestival van Cannes 2006. Scenarioschrijfster Beatrix Christian baseerde zich hiervoor op het korte verhaal So Much Water So Close to Home ('Zo veel water zo dicht bij huis') van schrijver Raymond Carver. Jindabyne werd bekroond met tien filmprijzen op verschillende internationale filmfestivals.
Jindabyne werd in Nederland voor het eerst vertoond tijdens Film by the Sea, op 17 september 2006.

## Verhaal
De film opent wanneer een vrouw (Tatea Reilly) op een verlaten weg rijdt ter hoogte van Jindabyne in New South Wales. Ze wordt tot stoppen gemaand door een voorbijrijdende elektricien (Chris Haywood) in zijn truck, die naar haar roept dat er iets onder haar auto hangt. Wanneer ze daadwerkelijk stopt en haar raam opendraait, stapt de man uit. Hij zet een sprintje in naar haar, maar zij krijgt haar autoraam nog net dicht voor hij zijn arm naar binnen kan steken.
Vervolgens gaat de film over tot een scène thuis bij Stewart Kane (Gabriel Byrne), zijn vrouw Claire (Laura Linney) en hun zoontje Tom. Stewart bereidt zich voor op een visweekendje met zijn vrienden Carl (John Howard), Rocco (Stelios Yiakmis) en Billy (Simon Stone). Duidelijk wordt dat het tussen de mannen en hun geliefden stroef loopt, waardoor het uitstapje de kerels niet slecht uitkomt.
Aangekomen op hun visplek lijkt niets een onbezorgd weekend in de weg te staan, totdat Stewart iets vreemds ziet drijven aan de overkant van de rivier. Wanneer hij het gaat inspecteren, vindt hij de vrouw uit openingsscène. Ze is een aboriginal die verkracht is, vermoord werd door middel van een steekwond in haar borst en nu naakt in de rivier drijft.
Hoewel de mannen geschokt zijn, besluiten ze te wachten met het melden van hun vondst tot na het visweekend, drie dagen later. Dit wordt ondanks de gebeurtenis een uitstapje waarin het gezelschap veel plezier heeft. Bij terugkomst op maandag melden ze hun vondst bij de politie, maar komt al snel uit dat ze hun vondst al op vrijdag deden. Vanaf dit moment kijkt de hele gemeenschap ze - vol onbegrip - met de nek aan en komen alle spanningen die er leven tussen hen en hun partners eruit.

## Rolverdeling
- Leah Purcell - Carmel
- Fay Butcher - Coral
- Max Cullen - Terry
- Alice Garner - Elissa
- Betty Lucas - Vanessa
- Eva Lazzaro - Caylin-Calandria